# NGC 851
NGC 851 este o galaxie lenticulară situată în constelația Balena. A fost descoperită în 30 noiembrie 1885 de către Edward D. Swift⁠(d).